# هربرت روبنسون غارسيا
هربرت روبنسون غارسيا (بالإسبانية: Herbert Robinson García)‏ هو لاعب كرة قدم مكسيكي، ولد في 10 أبريل 1996.